# PortAventura World
PortAventura World è un complesso turistico situato nei comuni di Salou e Vila-seca nella provincia di Tarragona, Catalogna, formato da due parchi a tema (PortAventura Park e Ferrari Land), un parco acquatico (PortAventura Caribe Aquatic Park), 6 hotel a tema, tre campi da golf, un centro congressi e parcheggi camper. È di proprietà del fondo di investimento italiano Investindustrial che detiene il 50,1% delle azioni e del fondo statunitense KKR che detiene il 49,9%. La banca spagnola La Caixa controlla i campi da golf e il Beach Club chiamato Lumine. Con 4,7 milioni di visitatori nel 2018, è una delle principali attrazioni della Costa Daurada, soprattutto grazie a PortAventura Park, il parco a tema più visitato in Spagna e il sesto in Europa.

## Storia
Il parco Port Aventura è stato aperto nel 1995 a Salou. Il gruppo Tussauds ne possedeva il 40,01% mentre La Caixa il 33,19%, Anheuser-Busch il 19,9% e FECSA il 6,7%. Nel 1998 la maggior parte delle azioni di Tussauds Group nel parco furono vendute alla Universal e il parco fu rinominato Universal's Port Aventura nel 1999, divenendo il primo (e ad oggi unico) parco a tema Universal Studios in Europa.
Nel 2002 furono costruiti il parco acquatico Costa Caribe e due hotel PortAventura e El Paso. Il resort nel suo insieme fu nominato Universal Mediterranea.
Nel 2004, NBCUniversal (proprietaria degli Universal Studios, oggi sussidiaria di Comcast) decise di vendere a La Caixa le sue quote di partecipazione, rendendo il gruppo bancario il principale azionista del resort, e dall'anno successivo il nome Universal venne abbandonato in favore dell'originale PortAventura (lo spazio nel nome è deliberatamente lasciato fuori per motivi di marchi registrati).
Nel 2009, il resort ha ospitato 3.310.000 visitatori, e la gestione del resort finisce nelle mani della società della famiglia Bonomi Investindustrial, a cui venne ceduto il 50% delle azioni. Nel novembre 2012, La Caixa vendette le sue quote rimaste per 105 milioni di euro a Investindustrial, che assunse il pieno controllo dei parchi. La Caixa controllerà solo la società che possiede il terreno per scopi residenziali e commerciali, il campo da golf e il beach club collegati al parco. Queste due entità ricevono il nome Lumine.
Nel dicembre 2013 KKR ha raccolto il 49,9% del capitale di PortAventura da Investindustrial che detiene ancora il 50,1%. Nel 2016 il resort è stato ribattezzato PortAventura World Parks & Resort. Il secondo parco a tema, Ferrari Land, è stato inaugurato il 7 aprile 2017.

## Il complesso

### PortAventura Park
È il parco tematico in cui risiede l'attività principale del resort. Inaugurato il 1 maggio 1995, il parco ha come tema generale l'avventura e i mondi esotici, rappresentati da 6 aree tematiche e numerose attrazioni e spettacoli.

### Ferrari Land
Aperto nel 2017, è il primo parco dedicato alla casa automobilistica Ferrari in Europa e il secondo al mondo (dopo Ferrari World ad Abu Dhabi). Oltre a diverse attrazioni multimediali, questo parco include le montagne russe più alte e veloci d'Europa: Red Force.

### PortAventura Caribe Aquatic Park
Il parco acquatico del resort, aperto nel 2002 come Port Aventura Caribe, ha subito diverse variazioni al nome fino alla sua espansione nel 2014, che ha ampliato il tema caraibico e con cui è stato inaugurato l'acquascivolo più alto in Europa, King Khajuna.

### Hotel a tema
PortAventura World ha 5 alberghi a 4 stelle e uno a 5 stelle, costruiti nel corso degli anni. Alcuni di essi sono direttamente collegati al PortAventura Park e al PortAventura Caribe Aquatic Park. Inoltre, Hotel PortAventura e Hotel Caribe dispongono di centri benessere che offrono diversi servizi e trattamenti.
- PortAventura (2002, ****), il primo del complesso, integrato nella zona mediterranea del PortAventura Park e con 500 stanze.
- El Paso (2002, ****), a tema Messico coloniale con 501 stanze.
- Caribe (2003, ****), in stile caraibico, con 497 stanze,
- Gold River (2009, ****), collegato all'area Far West di PortAventura Park, con 549 stanze di cui 78 appartengono alla categoria Deluxe e si trovano all'interno dell'Edificio Callaghan.
- Mansión de Lucy (2015, *****), boutique hotel ispirato ai manieri vittoriani del vecchio west, con sole 31 stanze ricavate dall'hotel Gold River.
- Colorado Creek (2019, ****), sempre nella zona western, con 150 stanze in una struttura costata 25 milioni di euro[5].

### Altre strutture
Nel resort sono presenti inoltre il Lumine Mediterránea Beach & Golf Community, un campo da golf del 2008 con 3 percorsi (Lakes, Ruins e Hills) e un beach club con spiagge e piscine, un centro congressi, PortAventura Dreams (2019) un centro vacanze per bambini con malattie gravi e una stazione ferroviaria. Dal 2014 nella stagione estiva viene installato un tendone per ospitare uno spettacolo sempre diverso del Cirque du Soleil; alcuni degli spettacoli rappresentati comprendono Kooza, Amaluna e Varekai.